# 조엘 드 라 푸엔트
조엘 드 라 푸엔트(Joel de la Fuente, 1969년 4월 21일 ~ )는 미국의 배우, 텔레비전 배우, 영화배우이다.
뉴 하트퍼드에서 태어났다.

## 방송
- 더 맨 인 더 하이 캐슬 시즌4
- 헴록 그로브 시즌3
- 더 맨 인 더 하이 캐슬
- 헴록 그로브 시즌2
- 헴록 그로브 시즌1

## 영화
- 레드 스패로 (2018년) - 미국 상원의원 역
- 더 맨 인 더 하이 캐슬 (2015년)
- 헴록 그로브 시즌3 (2015년) - 프라이스 박사 역
- 헴록 그로브 시즌2 (2014년) - 프라이스 박사 역
- 미친 줄리아 (2014년)
- 헴록 그로브 시즌1 (2013년) - 프라이스 박사 역
- 브리프 리유니언 (2011년) - 아론 역
- 컨트롤러 (2011년) - 톰슨스 에이드 역
- 워크 오브 아트 (2010년)
- 그레이티스트 (2009년)
- 챈스 일병의 귀환 (2009년)
- 해프닝 (2008년)
- 굿바이 베이비 (2007년)
- 하이츠 (2005년)
- 퍼스널 벨로시티 (2002년)
- Law & Order : 성범죄전담반 1 (1999년)
- 리턴 투 파라다이스 (1998년)
- 부서진 요람 (1997년)
- 룸메이트 (1995년)
- 스페이스 2063 (1995년)
- ER (1994년)